# Cleome tunarensis
Cleome tunarensis är en paradisblomsterväxtart som beskrevs av Carl Ernst Otto Kuntze. Cleome tunarensis ingår i släktet paradisblomstersläktet, och familjen paradisblomsterväxter. Inga underarter finns listade i Catalogue of Life.